# متی فولدز
متی فولدز (انگلیسی: Matty Foulds؛ زادهٔ ۱ فوریهٔ ۱۹۹۸) بازیکن فوتبال اهل بریتانیا است.
از باشگاه‌هایی که در آن بازی کرده‌است می‌توان به باشگاه فوتبال بری اشاره کرد.